# Rafael Martín Vázquez
Martín Vázquez, właśc. Rafael Martín Vázquez González Del Campo (ur. 25 września 1965 w Madrycie) – hiszpański piłkarz grający na pozycji ofensywnego pomocnika.

## Kariera klubowa
Martín Vázquez urodził się w Madrycie, a piłkarską karierę rozpoczął w szkółce piłkarskiej Realu Madryt. W 1983 roku zaczął występować w rezerwach tego klubu, Realu Madryt Castilla w rozgrywkach Segunda División. 4 grudnia tamtego roku zadebiutował w pierwszej drużynie Realu w wygranym 1:0 wyjazdowym ligowym meczu z Realem Murcia. W Primera División wystąpił w 19 spotkaniach oraz zdobył jednego gola (w wygranym 2:0 meczu z RCD Mallorca) i miał udział wywalczeniu wicemistrzostwa kraju, ale część sezonu spędził w zespole Castilla. Drużyna ta prowadzona przez trenera Amancio Amaro wywalczyła mistrzostwo drugiej ligi hiszpańskiej, ale nie wywalczyła awansu do pierwszej ligi. Martín Vázquez należał wówczas do tzw. „La Quinta del Buitre” – czyli piątki wychowanków Realu grających w Castilli. Oprócz Rafaela byli to Emilio Butragueño, Manuel Sanchís Hontiyuelo, Miguel Pardeza i Míchel. W sezonie 1984/1985 był jeszcze rezerwowym w Realu, ale osiągnął swój kolejny sukces – zdobył Puchar UEFA (nie wystąpił w żadnym ze spotkań finałowych z Videotonem Székesfehérvár). Natomiast w sezonie 1985/1986 wywalczył z Realem swój pierwszy w karierze tytuł mistrza Hiszpanii, a także drugi raz z rzędu sięgnął po Puchar UEFA (zagrał tylko w pierwszym spotkaniu z 1. FC Köln, wygranym przez Real 5:1). W sezonie 1986/1987 Martín Vázquez był już podstawowym zawodnikiem Realu i jedną z gwiazd zespołu. Po raz trzeci został mistrzem Hiszpanii, a tytuł ten wywalczył także w latach 1988–1990. W 1989 roku zdobył też Puchar Hiszpanii.
Latem 1990 Martín Vázquez opuścił Real i wyjechał do Włoch. Został piłkarzem zespołu Torino Calcio i miał stanowić o sile zespołu wraz z Dino Baggio, Gianluigim Lentinim i Brazylijczykiem Müllerem. W Serie A nie grał jednak tak udanie jak w Realu, a z Torino zajął 5. pozycję w lidze rozgrywając dla turyńskiego klubu 24 spotkania, w których zdobył jednego gola (w wygranym 2:0 meczu z Interem Mediolan). W sezonie 1991/1992 wystąpił z Torino w Pucharze UEFA i dotarł aż do finału, jednak w nim lepszy okazał się holenderski AFC Ajax (2:2, 0:0). W rozgrywkach ligowych Torino zajęło 3. pozycję, a Rafa rozegrał 28 meczów i jeden raz wpisał się na listę strzelców.
Latem 1992 Martín Vázquez podpisał kontrakt z francuskim Olympique Marsylia będąc tym samym kolejnym obcokrajowcem w składzie obok Abédiego Pelé, Rudiego Völlera, Igora Dobrowolskiego i Alena Bokšicia. Nie miał pewnego miejsca w składzie Olympique i spędził tam tylko rundę jesienną, w której zdobył jednego gola w 7 meczach. Wiosną klub z Marsylii już bez niego sięgnął po Puchar Mistrzów.
Na początku 1993 roku Rafa wrócił do Realu po 2 i pół roku przerwy. Do końca sezonu był jego podstawowym zawodnikiem i wtedy też wywalczył wicemistrzostwo Hiszpanii, a także zdobył Puchar Króla. W sezonie 1993/1994 „Królewscy” nie odnieśli sukcesu ani na arenie krajowej, ani międzynarodowej, ale w 1995 roku zostali mistrzem kraju pierwszy raz od 5 lat. Był to też ostatni sezon w Realu dla Martína Vázqueza, który w barwach madryckiej drużyny wystąpił łącznie w 252 ligowych meczach i zdobył 42 gole.
W 1995 roku Hiszpan został zawodnikiem Deportivo La Coruña. W nowej drużynie swój pierwszy mecz zaliczył jednak dopiero 14 kwietnia 1996 przeciwko Méridzie (2:1). Do końca sezonu zagrał jeszcze w 4 meczach, a w kolejnym był rezerwowym i przegrywał rywalizację z Rivaldo. „Depor” w 1997 roku zajęło 3. pozycję w La Liga. Po sezonie Martín Vázquez wyjechał aż do Meksyku, do zespołu Atlético Celaya. Występował tam wraz z dwoma rodakami i byłymi partnerami z reprezentacji, Rafaelem Pazem i Emilio Butragueño. W Atlético grał rok i w 1998 został piłkarzem niemieckiego Karlsruher SC. Po rozegraniu 5 meczów Bundeslidze zdecydował się zakończyć piłkarską karierę. Liczył sobie wówczas 33 lata.
| Sezon   | Klub                 | Kraj      | Rozgrywki        | Mecze | Bramki |
| ------- | -------------------- | --------- | ---------------- | ----- | ------ |
| 1983/84 | Real Madryt Castilla | Hiszpania | Segunda División | 14    | 3      |
| 1983/84 | Real Madryt          | Hiszpania | Primera División | 19    | 1      |
| 1984/85 | Real Madryt          | Hiszpania | Primera División | 13    | 0      |
| 1985/86 | Real Madryt          | Hiszpania | Primera División | 16    | 3      |
| 1986/87 | Real Madryt          | Hiszpania | Primera División | 25    | 5      |
| 1987/88 | Real Madryt          | Hiszpania | Primera División | 35    | 5      |
| 1988/89 | Real Madryt          | Hiszpania | Primera División | 35    | 7      |
| 1989/90 | Real Madryt          | Hiszpania | Primera División | 34    | 14     |
| 1990/91 | Torino Calcio        | Włochy    | Serie A          | 24    | 1      |
| 1991/92 | Torino Calcio        | Włochy    | Serie A          | 28    | 1      |
| 1992/93 | Olympique Marsylia   | Francja   | Ligue 1          | 7     | 1      |
| 1993/94 | Real Madryt          | Hiszpania | Primera División | 19    | 4      |
| 1993/94 | Real Madryt          | Hiszpania | Primera División | 19    | 3      |
| 1994/95 | Real Madryt          | Hiszpania | Primera División | 31    | 2      |
| 1995/96 | Deportivo La Coruña  | Hiszpania | Primera División | 5     | 0      |
| 1996/97 | Deportivo La Coruña  | Hiszpania | Primera División | 12    | 2      |
| 1997/98 | Atlético Celaya      | Meksyk    | Primera División | 10    | 0      |
| 1998/99 | Karlsruher SC        | Niemcy    | Bundesliga       | 5     | 0      |

## Kariera reprezentacyjna
W reprezentacji Hiszpanii Martín Vázquez zadebiutował 23 września 1987 roku w wygranym 2:0 spotkaniu z Luksemburgiem. W 1988 roku był podstawowym zawodnikiem Hiszpanii na Euro 88. Wystąpił tam w trzech grupowych spotkaniach: wygranym 3:2 z Danią oraz przegranych 0:1 z Włochami i 0:2 z RFN. Natomiast w 1990 roku został powołany przez Luisa Suáreza do kadry na Mistrzostwa Świata we Włoszech. Tam z kolei zagrał w czterech meczach: z Urugwajem (0:0), z Koreą Południową (3:1) i z Belgią (2:1) oraz przegranym w 1/8 finału z Jugosławią (1:2). Ostatni mecz w kadrze rozegrał 16 grudnia 1992 przeciwko Łotwie (5:0). W drużynie narodowej wystąpił 38 razy i zdobył 1 gola.